# Delta-9-tetraidrocannabinolo
Il delta-9-tetraidrocannabinolo (detto comunemente THC, Δ⁹-THC o tetraidrocannabinolo) è uno dei maggiori e più noti principi attivi della cannabis e può essere considerato il capostipite della famiglia dei fitocannabinoidi.
Sono noti vari isomeri del THC, due dei quali presenti naturalmente nella cannabis. Il più rilevante è l'isomero (-)-trans, noto farmacologicamente come dronabinol.
È una sostanza psicotropa prodotta dai fiori di cannabis, può essere ingerito, fumato o inalato grazie ad un vaporizzatore a scopo terapeutico o ricreativo. Gli effetti del THC sono numerosi e complessi e possono variare da persona a persona in funzione anche del dosaggio e della via di somministrazione. Gli effetti più comuni includono:
- Euforia: Sensazione di benessere e rilassamento.
- Alterazione della percezione: Alterazione della percezione del tempo, dello spazio e dei colori.
- Aumento dell'appetito: Sensazione di fame.
- Rallentamento dei tempi di reazione: Compromissione delle capacità cognitive e motorie.
- Ansia e paranoia: In alcuni casi, il THC può provocare ansia, paranoia e psicosi.

Presenta effetti analgesici, stimolanti e psichedelici. Le sostanze psicoattive affini ai recettori cannabinoidi come il JWH-018 presentano un più marcato effetto psichedelico rispetto al THC.
Con proprietà antidolorifiche (Es: farmaci contenenti THC come il Sativex o il Bedrocan, sono usati per il trattamento del dolore), euforizzante, antinausea, antiemetico, anticinetosico, stimolante l'appetito, che abbassa la pressione endooculare.
È stato isolato da Raphael Mechoulam, Yechiel Gaoni, e Habib Edery dall'istituto Weizmann, Israele, nel 1964.
In forma pura, a basse temperature, è un solido cristallino, di color leggermente rosa, con una transizione vetrosa che lo rende viscoso e appiccicoso se riscaldato. Commercialmente il THC si presenta in soluzione come un liquido oleoso giallo/marrone.
Il THC ha una bassissima solubilità in acqua, ma buona solubilità nella maggior parte dei solventi organici.

## Biosintesi nella cannabis
Il THC non è biosintetizzato nella cannabis. Nella pianta è presente soprattutto come artefatto prodotto dalla decarbossilazione non enzimatica dell'acido tetraidrocannabinolico  accelerata dalla essiccazione dei tricomi ghiandolari delle inflorescenze.
Il percorso anabolico che porta alla formazione del tetraidrocannabinolo  nella cannabis sativa è in gran parte in comune con quello del cannabidiolo (CBD). Il cannabigerolato è il precursore, attraverso una diversa reazione enzimatica, dell'acido cannabinolico (CBDa) da cui deriva il CBD.
La decarbossilazione di CBDa e THCa viene spontaneamente accelerata per azione della luce e/o del calore.
CBDa e THCa, provenendo dallo stesso intermedio, sono complementari; pertanto nelle varietà di cannabis a basso tenore di THC il cannabidiolo è il principale cannabinoide estraibile, al contrario delle varietà ad alto tenore di THC dove il THC è il cannabinoide principale.
| Enzima                                           |   | Precursore, intermedio e reazione                                                |
| 3,5,7-triossododecanoil-CoA sintasi              |   | malonil-CoA                                                                      |
|                                                  | ↘ | ↓                                                                                |
|                                                  |   | 3 malonil-CoA + esanoil-CoA ⇔ 3,5,7-triossodecanoil-CoA + 3 CO2                  |
|                                                  |   | ↓                                                                                |
| ciclasi dell'acido olivetolico                   |   | 3,5,7-triossodecanoil-CoA                                                        |
|                                                  | ↘ | ↓                                                                                |
|                                                  |   | 3,5,7-triossodecanoil-CoA ⇔ CoA + 2,4-diidrossi-6-pentilbenzoato                 |
|                                                  |   | ↓                                                                                |
| geranil-difosfato:olivetolato geraniltransferasi |   | 2,4-diidrossi-6-pentilbenzoato (acido olivetolico)                               |
|                                                  | ↘ | ↓                                                                                |
|                                                  |   | Geranil difosfato + 2,4-diidrossi-6-pentilbenzoato ⇔ difosfato + cannabigerolato |
|                                                  |   | ↓                                                                                |
| sintasi dell'acido tetraidrocannabidiolico       |   | Cannabigerolato (acido cannabigerolico)                                          |
|                                                  | ↘ | ↓                                                                                |
|                                                  |   | Cannabigerolato + O2 ⇔ Acido tetraidrocannabidiolico + H2O2                      |
|                                                  |   | ↓                                                                                |
|                                                  |   | Acido teraidrocannabidiolico                                                     |
|                                                  |   | ↓                                                                                |
|                                                  |   | Acido tetraidrocannabidiolico ⇔ Tetraidrocannabidiolo + CO2                      |
|                                                  |   | ↓                                                                                |
|                                                  |   | Tetraidrocannabidiolo                                                            |

I cannabinoidi condividono un percorso iniziale comune: la tetraketide sintasi (TKS), una polichetide sintasi (PKS) di tipo III, catalizza la condensazione sequenziale dell'esanoil-CoA con tre molecole di malonil-CoA per produrre 3 ,5,7-triossododecaneoil-CoA . Questo viene ciclizzato e aromatizzato, con la perdita del coenzima A, ad opera dell'acido olivetolico ciclasi (OAC), in acido olivetolico (OLA). La preniltransferasi aromatica inserisce quindi il gruppo prenilico nella posizione altamente nucleofila del 2-resorcinolo per fornire acido cannabigerolico (CBGa). Questo intermedio centrale poi diverge per fornire gli acidi cannabinolici (THCa, CBDa e CBCa) che procedono, esposti a calore, a THC, CBD e CBC mediante decarbossilazione non enzimatica.
Il cannabinolo è un ulteriore artefatto prodotto dalla degradazione del THC. Dalla concentrazione di cannabinolo alcuni studi ritengono si possa stimare l'età delle inflorescenze di cannabis.

### Concentrazione
La concentrazione di THC nella pianta di cannabis sativa varia sensibilmente in funzione della cultivar e delle condizioni ambientali.  È stato anche dimostrato che lo stress da siccità, lo stress da sale e la quantità e spettro di radiazione fotosinteticamente attiva alterano la composizione dei cannabinoidi delle infiorescenze nei genotipi coltivati indoor .
Il contenuto di THC nella marijuana (Cannabis sativa) è nell'ordine di 0,5-1% nelle foglie grandi, 1-3% nelle foglie piccole, variabile nei fiori dal 10 al 27%, 5-10% nelle brattee.  Negli estratti può essere il 10-60% nell'hashish e oltre il 60% fino a 99% nell'olio di hashish. I cannabinoidi precursori del THC sono presenti all’interno dei tricomi, per cui la concentrazione è maggiore, per quanto riguarda la pianta viva, nell’area delle infiorescenze ed è ancora più elevata nel caso di prodotti a base di estrazione della resina.
Il contenuto di THC di hashish e marijuana tende a diminuire con il tempo, un processo accelerato dal calore e dalla luce. Le foglie e la resina di canapa conservate in condizioni normali perdono rapidamente la loro attività e possono diventare completamente inattive dopo 2 anni.
Nei campioni di cannabis erbacea per uso ricreazionale è stato rilevato, negli USA dal 1995 al 2022, un aumento progressivo della concentrazione di THC dal 3,96% al 16,14%. Analoga crescita della concentrazione di THC è stata rilevata nell'UE ed in altri paesi. Le inflorescenze essiccate di alcune varietà possono avere una concentrazione media di THC pari al 30%.

## Farmacologia
Le azioni farmacologiche del THC risultano dal suo legame con i recettori cannabinoidi CB1, e CB2, che si trovano principalmente nel sistema nervoso centrale, e nel sistema immunitario. Esso agisce come un parziale ligando agonista su entrambi i recettori, cioè, li attiva ma non per intero.
La presenza di questi recettori specializzati nel cervello fece presupporre agli scienziati che cannabinoidi endogeni vengono prodotti naturalmente dal corpo umano, si scoprirono infatti numerosi endocannabinoidi tra cui l'Anandamide, l'Arachidonoilglicerolo (2-AG) la Virodamina e molti altri.

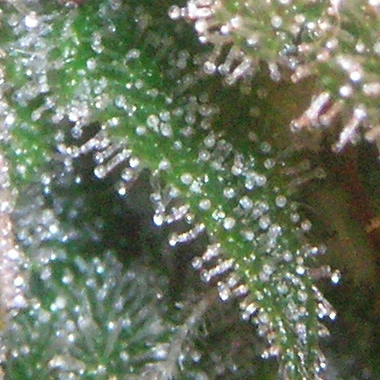
Tricomi di Cannabis, si notano le gocce di resina contenenti cannabinoidi, in particolare THC

## Meccanismo d'azione
Il THC ha un'alta affinità come agonista del recettore cannabinoide cb1 e cb2. L'attivazione del primo suddetto, che si trova espresso in grande quantità nel SNC, anche e soprattutto nel circuito mesolimbico causa il rilascio di dopamina nel nucleus accumbens e genera la tipica sensazione di piacere cannabinoide. Può provocare nella persona sensazioni di euforia, rilassamento, percezione spazio-temporale alterata; alterazioni uditive, olfattive e visive, ansia, disorientamento, stanchezza, e stimolazione dell'appetito. Il legame dei cannabinoidi ai recettori CB1 causa una inibizione presinaptica della ricaptazione di vari neurotrasmettitori (in particolare dopamina e glutammato), e una stimolazione delle aree della sostanza grigia periacqueduttale (PAG) e del midollo rostrale ventromediale (RVM), che a loro volta inibiscono le vie nervose ascendenti del dolore. A livello del midollo spinale il legame dei cannabinoidi ai recettori CB1 causa una inibizione delle fibre afferenti a livello del corno dorsale, e a livello periferico il legame dei cannabinoidi con i recettori CB1 e CB2 causa una riduzione della secrezione di vari prostanoidi e citochine proinfiammatorie, l'inibizione della sostanza P e pertanto del segnale doloroso. Il meccanismo per la stimolazione dell'appetito si crede sia il risultato di attività del THC nell'asse ipotalamico-gastroenterico. L'attività del CB1 nei centri della fame dell'ipotalamo aumenta l'appetibilità del cibo quando i livelli dell'ormone della fame grelina aumentano in seguito all'entrata di cibo nello stomaco.

## Aspetti tossicologici
Fino ad oggi, non vi è mai stata una fatalità umana documentata da sola overdose di tetraidrocannabinolo o cannabis.
La valutazione della pericolosità del THC nei confronti dell'uomo è largo oggetto di dispute non solo scientifiche, ma anche politiche e ideologiche. Secondo il Merck, la LD50 del tetraidrocannabinolo è di 1270 mg/Kg di peso vivo se somministrata per via orale (veicolato in olio di sesamo) nei ratti maschi e di 730 mg/Kg nei ratti femmine; la dose scende a 482 mg/Kg di peso vivo se somministrato per inalazione..  I segni di tossicità acuta del THC includono frequenza respiratoria inferiore, atassia, attività ridotta, catatonia, ipotermia, ipersensibilità al tatto e contrazioni generalizzate del corpo. Le legislazioni dei diversi Paesi valutano i fitocannabinoidi con approcci differenti, con conseguenti divergenze in sede normativa.
Gli effetti avversi di dosi elevate di THC possono includere psicosi, paura, sfiducia e un profondo stato di disagio, allucinazioni, atassia, stupore e convulsioni. L'uso a lungo termine può causare tossicità respiratoria e cardiovascolare ed è stato associato a una serie di condizioni psichiatriche. La sindrome da iperemesi da cannabinoidi può verificarsi con l'uso cronico. Guidare sotto l'effetto del THC è associato a circa il doppio del rischio di incidenti automobilistici. L'intensità e la durata dei sintomi sono proporzionali alla concentrazione di THC nel sangue. Dopo un uso acuto, il THC rimane nel sangue solo per diverse ore prima di essere convertito in un derivato carbossilico del THC e questo si ripartisce nel grasso, da dove fuoriesce e può essere rilevato nelle urine per settimane dopo l'uso. Il trattamento dell'intossicazione acuta consiste principalmente in cure di supporto appropriate e mirate ai sintomi. I bambini sono più suscettibili alla tossicità della cannabis, in particolare convulsioni e coma, e quindi potrebbero richiedere cure di supporto aggiuntive per questi potenziali sintomi.
Alcuni studi condotti, relativi all'assimilazione del THC, concludono che la sostanza induca la perdita di neuroni nell'ippocampo, area del cervello responsabile della fissazione della memoria da breve a lungo termine; numerosi altri studi hanno dimostrato le capacità neuroprotettive e antinfiammatorie del THC
A favore della prima tesi (cioè quella che sostiene provochi danni all'ippocampo), in uno studio in vivo ratti esposti a THC ogni giorno per 8 mesi (approssimativamente 30% della loro aspettativa di vita), esaminati a 11 o 12 mesi di età, dimostravano una perdita di cellule nervose equivalente ad animali con il doppio della loro età.
Vi sono inoltre alcuni studi clinici che dimostrano la correlazione tra la presenza di significativi danni cerebrali e cognitivi e l'assunzione di THC, senza però potere, in via definitiva, postulare una causalità, data la presenza di numerosi effetti di interazione con altri fattori, che sovrastano l'effetto semplice del solo THC.
A favore della seconda tesi uno studio in vitro, effettuato su neuroni di ratto, ha mostrato che il cannabinoide HU210 è immunoreattivo col recettore CB1 per i cannabinoidi, portando gli autori ad ipotizzare che possa avere un ruolo nella proliferazione neuronale. Tale ipotesi è supportata dall'osservazione che il cannabinoide HU210 stimola la proliferazione (ma non la differenziazione) di cellule neuronali embrionali di ratto in vitro. Un altro studio ha dimostrato in maniera precisa come il CBD e il THC abbiano effetti neuroprotettivi su cellule neuronale corticali. Ulteriori studi hanno portato all'attenzione degli ambienti scientifici l'effetto del THC su umani, in relazione a malattie neurodegenerative come Alzheimer e Parkinson, come illustrato nella sezione successiva.

## Utilizzo terapeutico

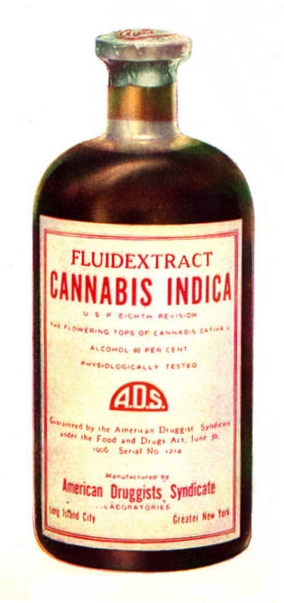
Sciroppo alla cannabis per uso curativo (U.S.A)

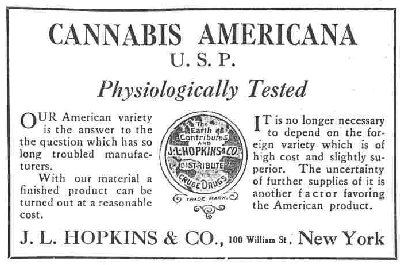
Logo di distributore U.S.A.(1917)

Al di là delle accese discussioni e controversie sociali e politiche sull'uso della canapa come stupefacente, va considerato che essa è stata per migliaia di anni un'importante pianta medicinale. Sono oggi in commercio in diversi paesi farmaci a base di THC, di altri fitocannabinoidi o di cannabinoidi sintetici.
Potenziali campi di utilizzo terapeutico dei derivati della cannabis:
- nausea e vomito in chemioterapia
- stimolazione appetito nell'AIDS
- sclerosi multipla
- terapia del dolore
- traumi cerebrali / ictus
- sindrome di Tourette
- cancro al cervello, alla prostata, al seno, ai polmoni
- leucemia
- artrite reumatoide
- malattie infiammatorie croniche intestinali (malattia di Crohn, colite ulcerosa)
- glaucoma
- epilessia

Altre indicazioni potenziali:
- allergie
- anti-tumorale
- asma bronchiale
- malattie autoimmuni (lupus eritematoso, ...)
- malattie neurodegenerative (malattia di Alzheimer, corea di Huntington, malattia di Parkinson)
- patologie cardiovascolari (aterosclerosi, ipertensione arteriosa)
- sindromi ansioso-depressive
- sindromi da astinenza nelle dipendenze da sostanze
- spasticità nelle lesioni midollari (tetraplegia, paraplegia)

Si stanno testando nel mondo farmaci che contengono una versione sintetica di alcuni dei principi attivi della cannabis (dronabinol, HU-210, levonantradolo, nabilone, SR 141716 A, Win 55212-2).
Il Dronabinol è il termine registrato INN della variante stereochimica del THC.
È un prodotto della Unimed Pharmaceuticals, Inc. ed è commercializzato negli USA come Marinol, ma è disponibile anche nell'Unione europea come farmaco generico (Dronabinol).
Il farmaco è registrato, a partire dal 1985, per il trattamento della nausea e del vomito nei pazienti in chemioterapia antitumorale e per la stimolazione dell'appetito nei pazienti con sindrome da deperimento da AIDS.
Il Canada, il 20 giugno 2005, è stato il primo paese ad autorizzare la messa in commercio di un estratto totale di Cannabis sotto forma di spray sublinguale Sativex standardizzato per THC e CBD, per il trattamento del dolore neuropatico  dei malati di sclerosi multipla e cancro. Nel 2006 il Sativex è stato approvato negli Stati Uniti per essere sottoposto a studi clinici di Fase III per dolore intrattabile in pazienti con tumore.
In Italia nel 2010 il Senato ha concesso l'autorizzazione per una produzione di farmaci a base di cannabinoidi. Fino ad allora tutti i farmaci a base di cannabis venivano comprati da stati esteri. Nel 2014, l'azienda Farmalabor è stata autorizzata dal Ministero della Salute al commercio all'ingrosso di preparazioni vegetali a base di cannabis. I prodotti sono venduti a farmacie private e ospedaliere per l'allestimento di preparazioni magistrali su prescrizione del medico.

### Farmaci cannabinoidi
- Dronabinol, cannabinoide sintetico, variante stereochimica del THC
- CP 47,497, cannabinoide sintetico
- HU-210, cannabinoide sintetico
- HU-308, cannabinoide sintetico
- JWH-018, cannabinoide sintetico
- Levonantradolo, cannabinoide sintetico
- Nabilone, cannabinoide sintetico, variante del THC
- Sativex, Spray orale a base alcolica contenente THC e CBD
- Cannabidiolo, (CBD), prodotto naturalmente nel fiore di cannabis
- Tetraidrocannabinolo, (THC), prodotto naturalmente nel fiore di cannabis

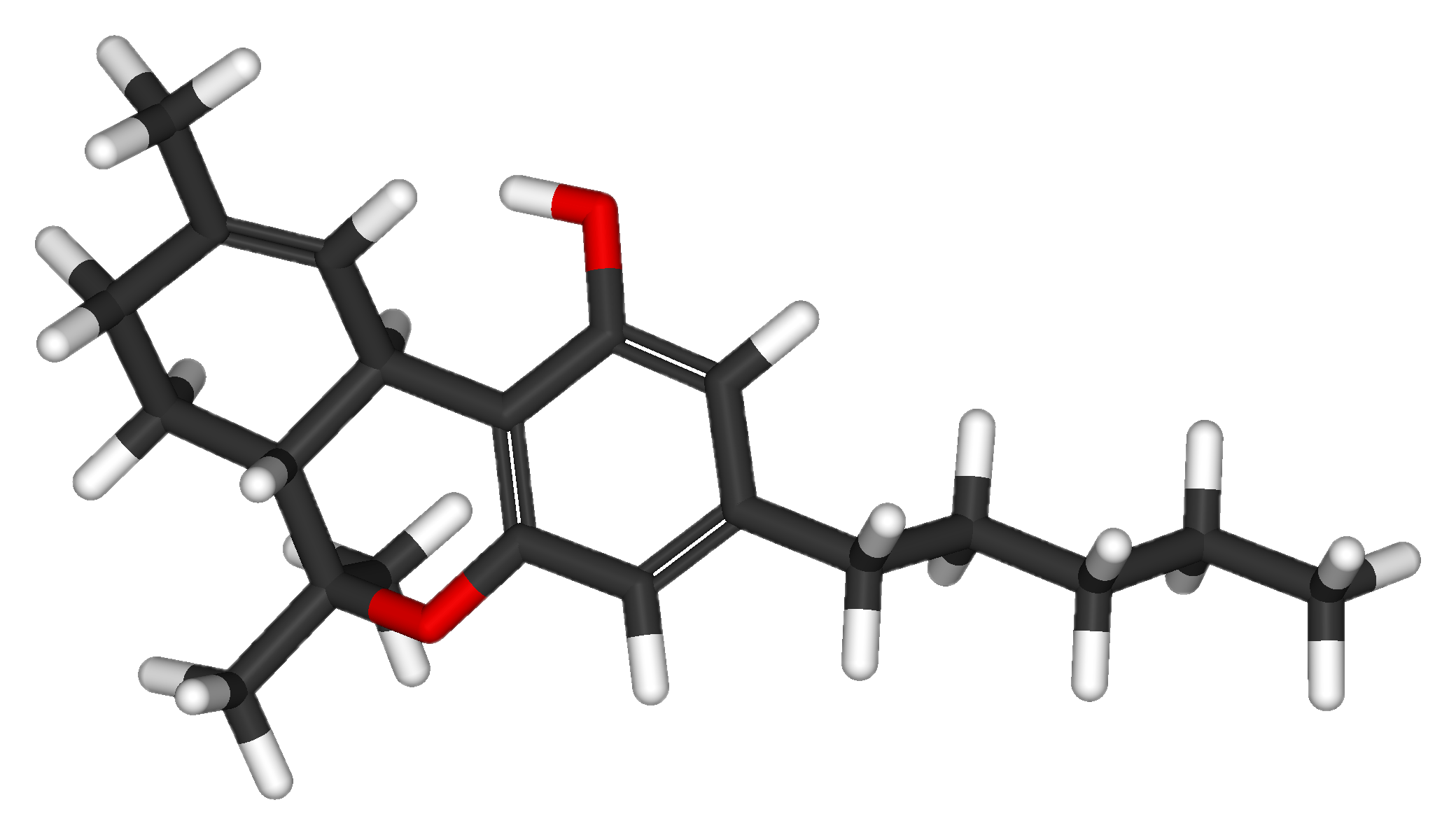
Struttura stereochimica del THC
Animazione tridimensionale del THC